# Niland-Geysir

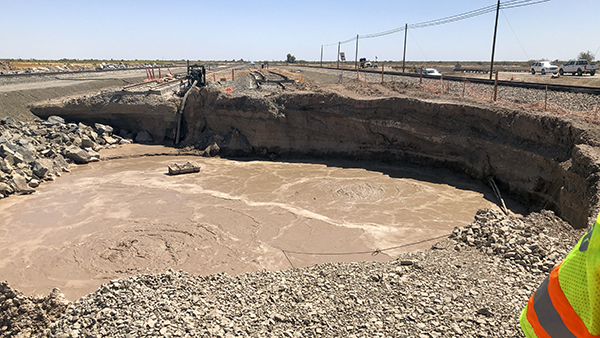
Hier erreicht der Niland-Geysir Bahngleise sowie eine Straße in Kalifornien, September 2019

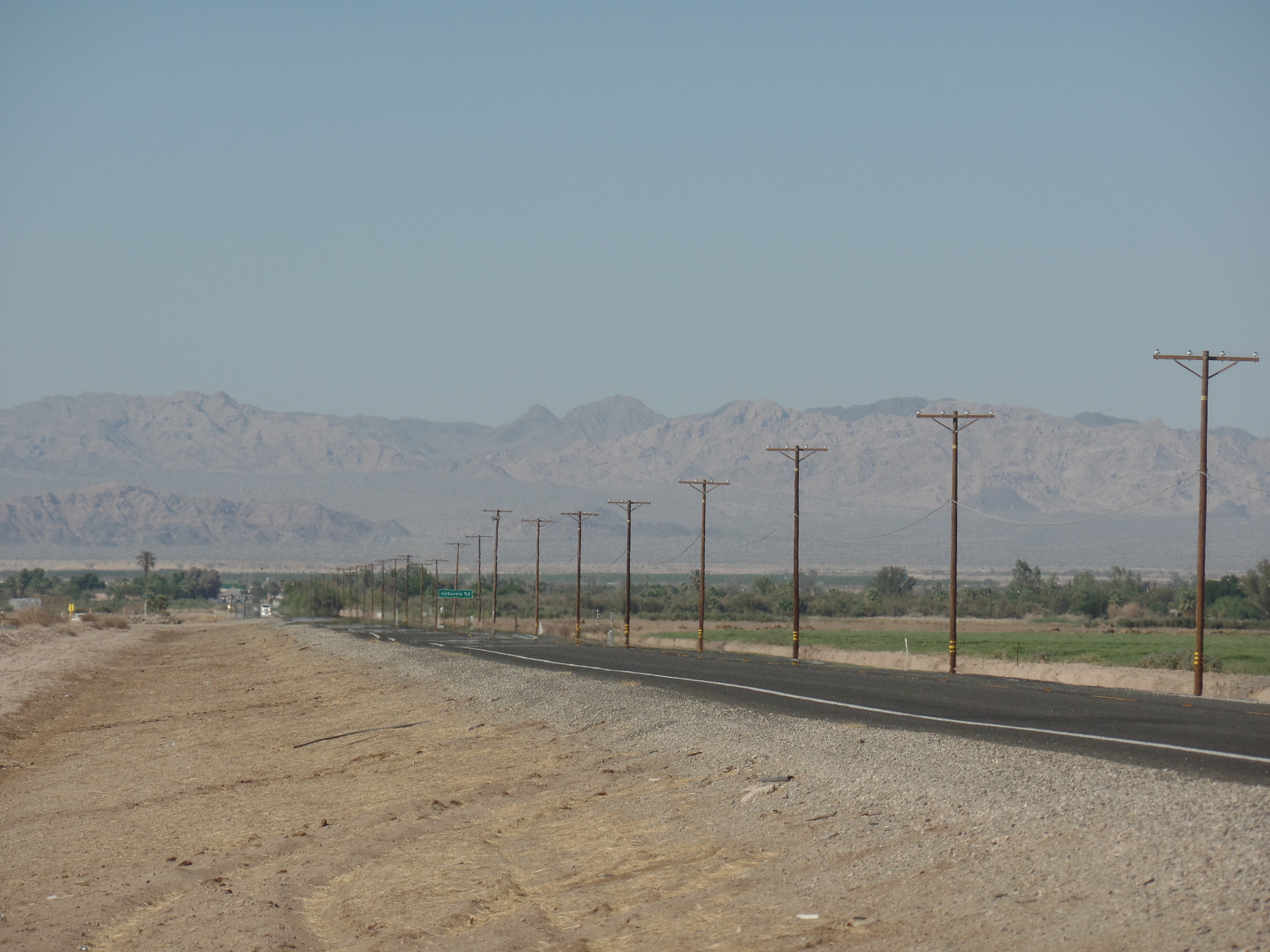
Die California State Route 111 in der Nähe von Niland

Der Niland-Geysir ist eine Schlammquelle, die sich nordwestlich von Niland, Imperial County, Kalifornien befindet.
Da er geotektonisch zum vulkanischen Bereich um den Saltonsee gehört, und seine Aktivität im Fall seismischer Aktivitäten erhöht, ist der Niland-Geysir ein Schlammvulkan („mud volcano“).
Neben Schlamm stößt der Niland-Geysir, der mitunter auch als Schlammtopf („mud pot“) bezeichnet wird, Wasser, Kohlenstoffdioxid und geringfügige Mengen von gasförmigem Schwefelwasserstoff aus.

## Geschichte, Wanderung und Probleme mit Infrastruktur
Im Imperial Valley konnte zunächst ab 1953 ein Schlammloch beobachtet werden, aus dem zwar regelmäßig Sedimente aufstiegen, das aber zunächst gut 50 Jahre seine Lage nicht veränderte. Ab 2007 begann sich der Niland-Geysir jedoch zu verlagern, zunächst nur langsam, aber bis zum Jahr 2018 waren es bereits 73 Meter. Zu diesem Zeitpunkt war der Schlammvulkan fünf Meter tief und 23 Meter breit, außerdem zeichnete sich eine Kollision mit einer Bundesstraße und einer Eisenbahnstrecke der Union Pacific Railroad ab.
Als Nächstes musste eine Benzin-Pipeline verlegt werden. Darüber hinaus ist die Geschwindigkeit mit der sich der Schlammvulkan bewegt schwer voraus zu sagen; mal waren es nur 18 Meter innerhalb von sechs Monaten, dann legte der Niland-Geysir innerhalb eines einzigen Tages fast die gleiche Strecke zurück.
Als das Kalifornische Verkehrsministerium (California Department of Transportation) im August 2019 mit der Verlegung der California State Route 111 begann, hatte der Niland-Geysir die Union Pacific Railroad bereits erreicht. Schaulustige wurden ausdrücklich davor gewarnt, sich dem Schlammtopf zu nähern.
Im Durchschnitt verlagert sich der Niland-Geysir um 3 Meter pro Monat. Dabei ist es jedoch nicht möglich, vorab präzise Aussagen zu möglichen Richtungs- oder Geschwindigkeitsänderungen zu machen. Für insgesamt 19 Millionen US-Dollar sollte die State Route 111 daher erst verlegt werden, um dem Schlammvulkan auszuweichen, um später, wieder an ihren Ursprungsort zurück verlegt zu werden. Im März 2021 stellte man jedoch fest, dass der Niland-Geysir tatsächlich die Richtung geändert hatte. Ursprünglich war der Schlammvulkan in Richtung Südwesten unterwegs, nun strebte er jedoch nach Nordwesten. Da er erneut Gefahr lief, mit dem nördlichen Ende der Umgehungsstraße zu kollidieren, musste diese nun noch weiter verlegt werden.